# 塔乌宫 (昂热)

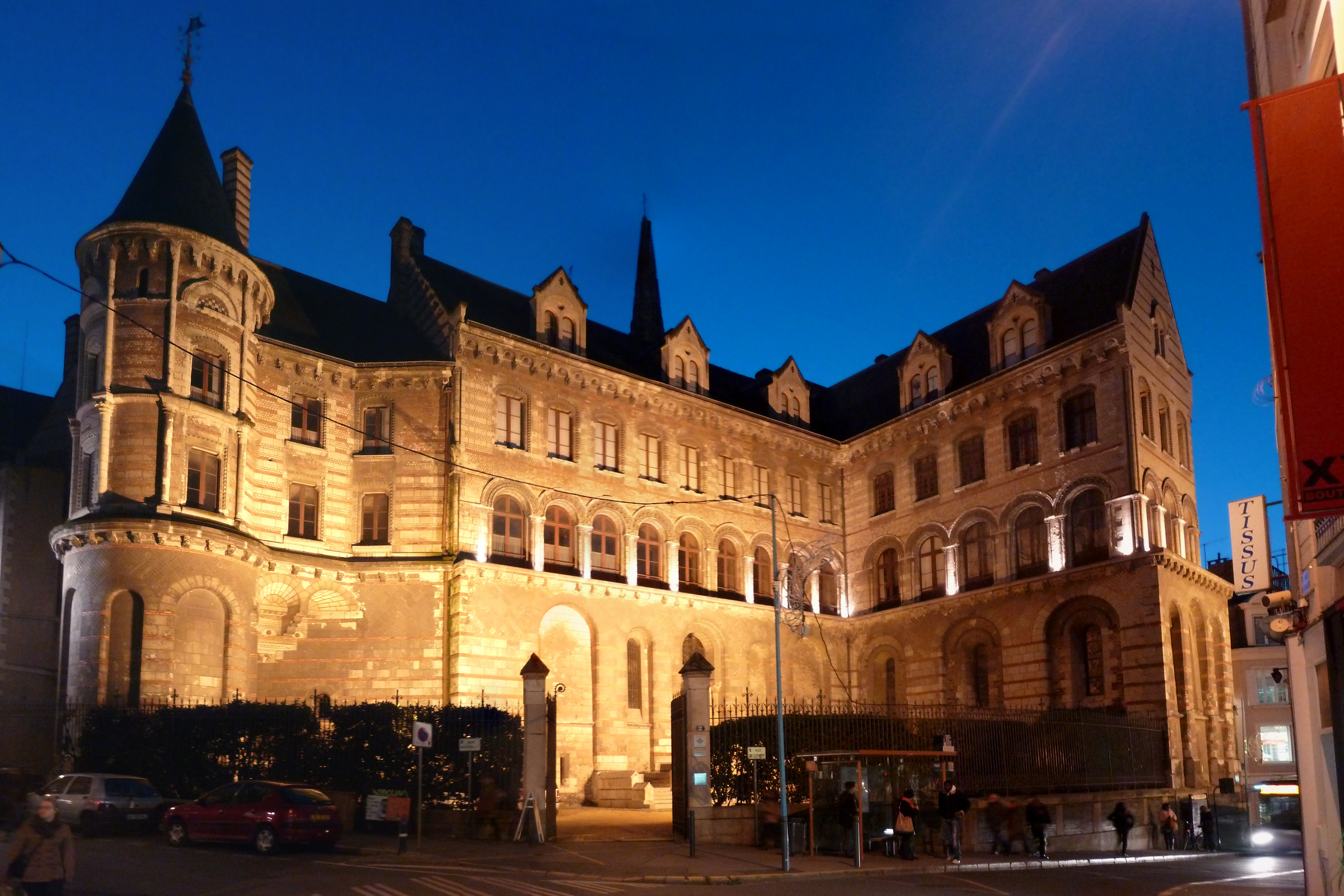

塔乌宫（法語：Palais du Tau）是法国昂热的一座历史建筑，原为主教府。
昂热的塔乌宫位于昂热市中心，毗邻圣茂礼主教座堂。它建于12世纪。

Détails
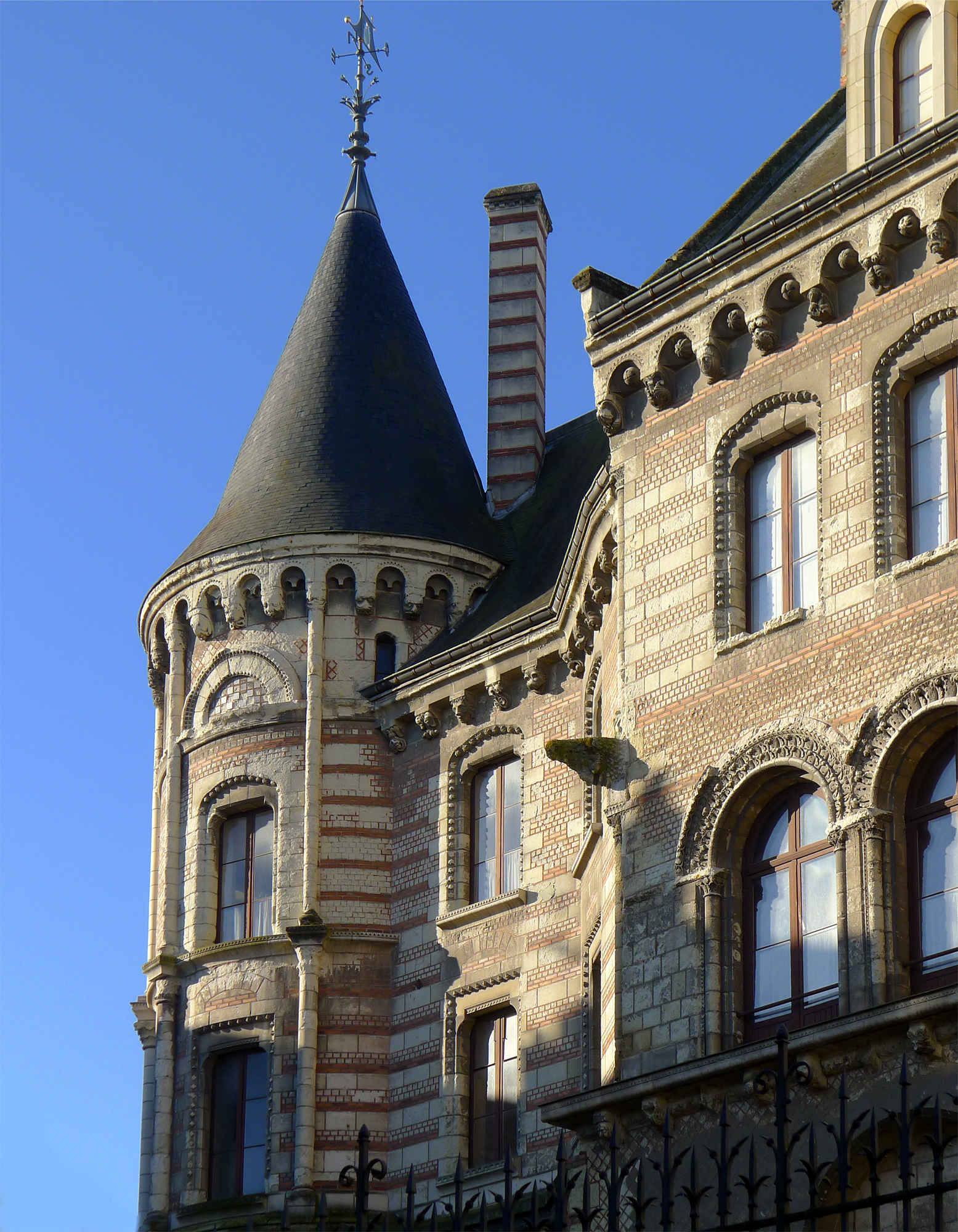
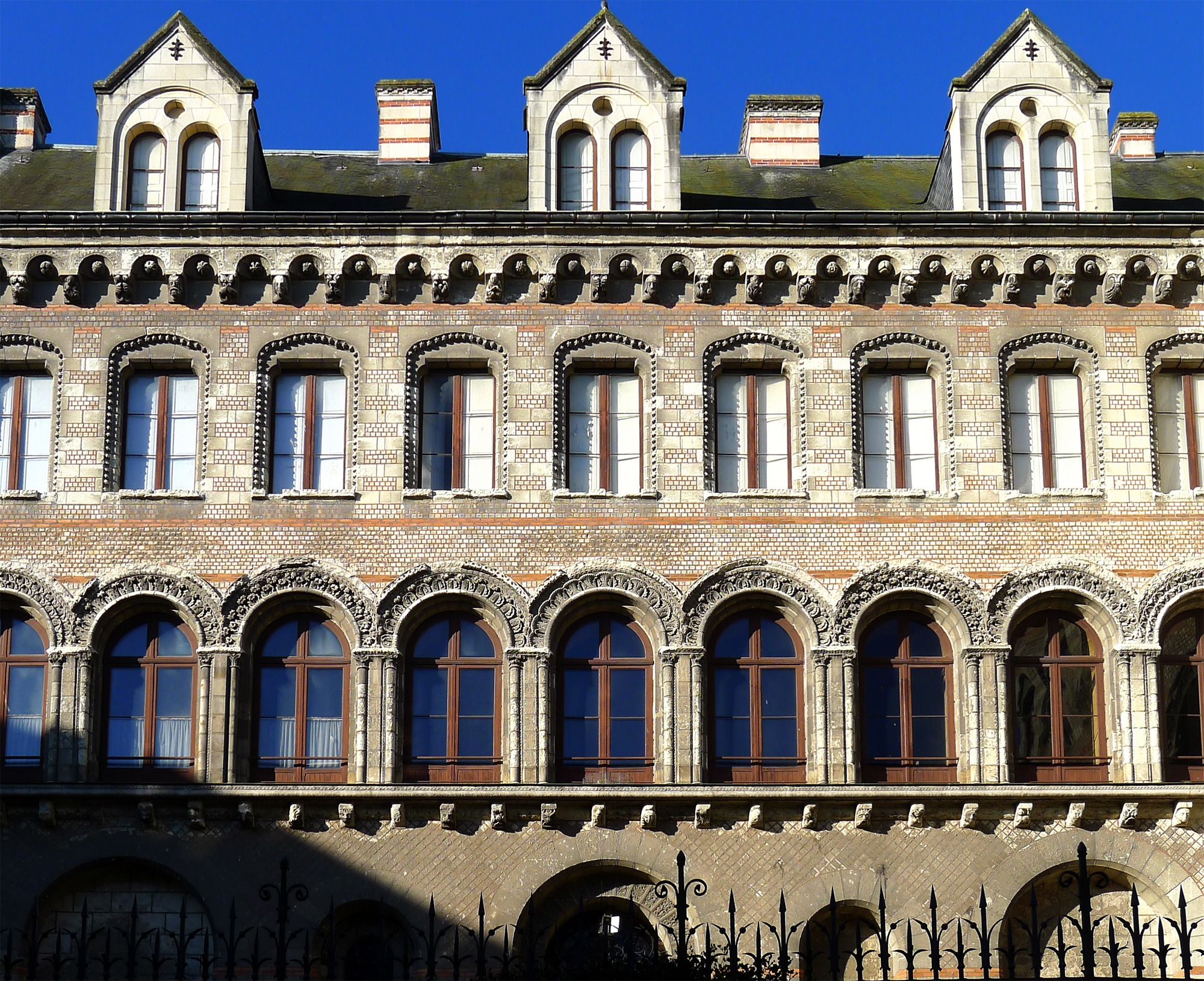
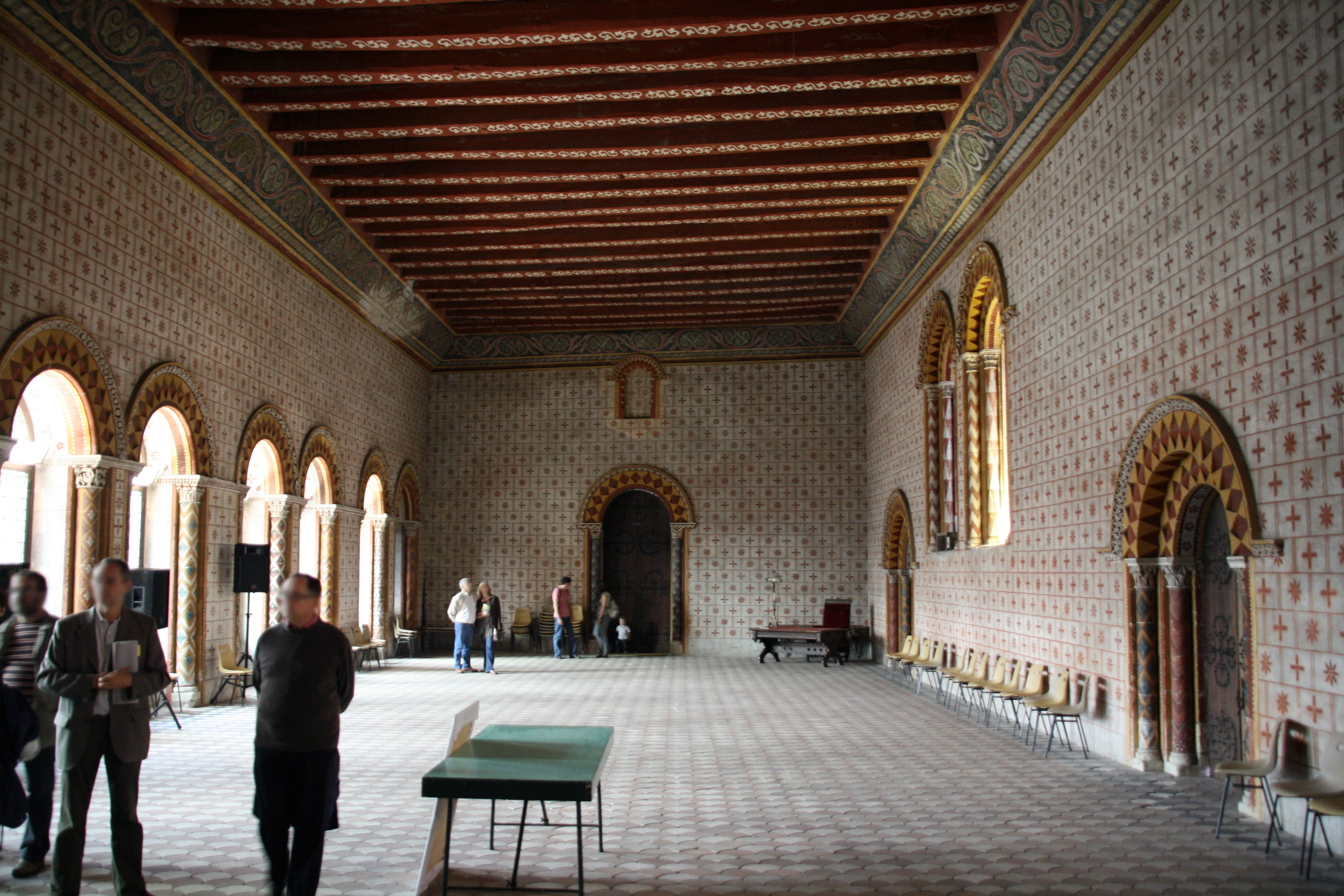

该建筑群于1910年成为挂毯和宗教艺术博物馆。
该建筑于1907年10月23日列为法国历史古迹。